# کویتا فیالووا
کِویتّـا فیالووا (چکی: Květa Fialová؛ زادهٔ ۱ سپتامبر ۱۹۲۹-درگذشته ۲۶ سپتامبر ۲۰۱۷) بازیگر اهل چکسلواکی بود.
از فیلم‌ها یا برنامه‌های تلویزیونی که وی در آن نقش داشته‌است، می‌توان به آدلا هنوز شام نخورده و قطارهای تحت نظر اشاره کرد.
وی در ۲۶ سپتامبر ۲۰۱۷ در ۸۸ سالگی درگذشت.